# نولينة
النولينة (الاسم العلمي: Nolina) هي جنس من النباتات تتبع الفصيلة الهليونية من رتبة الهليونيات.

## أنواع النولينة
- نولينة أسلية
- نولينة أنيقة
- نولينة بارية
- نولينة بالميرية
- نولينة تكسانية
- نولينة جورجيانية
- نولينة دورانغوية
- نولينة رملية
- نولينة صغيرة الأزهار
- نولينة صغيرة الثمار
- نولينة صغيرة السداة
- نولينة طويلة الأوراق
- نولينة قاسية
- نولينة قزمية
- نولينة قصيرة
- نولينة نيلسونية